# Carolina Férez Méndez
Carolina Férez Méndez (Sabadell, 26 de juny de 1991), més coneguda com a Carol Férez, és una futbolista catalana que ocupa el lloc de migcampista. Actualment juga al Real Betis Balompié, equip de la Primera Divisió Femenina d'Espanya. El 2014 va ser convocada per primera vegada per a la selecció absoluta femenina de futbol d'Espanya.

## Trajectòria
Carol va començar a jugar des de molt petita en l'equip masculí del seu barri, La Planada del Pintor, a Sabadell, fins que el FC Barcelona la va captar als 12 anys.
El 2007 va ser fitxada pel RCD Espanyol, equip en el qual romandria durant dues temporades i aconseguiria una Copa de la Reina i dues Copes de Catalunya. El 2009 va tornar al club blaugrana on va aconseguir 3 Lligues consecutives, 3 Copes de la Reina i 4 Copes de Catalunya consecutives.
Durant la seva trajectòria tant en el RCD Espanyol com en el FC Barcelona, Carol va ser convocada en nombroses ocasions amb la selecció espanyola sub-19 i la selecció catalana.
El 2014, després d'una greu lesió que el va deixar apartada pràcticament tota la temporada del FC Barcelona, va fitxar pel València CF. En tan sols una temporada Carol s'ha convertit en una de les futbolistes més importants de l'conjunt valencianista, després d'anotar 13 gols en Lliga i 2 en Copa de la Reina.
Després d'una gran temporada amb el València CF, a finals de 2015 va tornar a ser convocada amb la selecció espanyola absoluta per disputar dos partits amistosos contra la Xina.
El 9 de juny de 2020 arriba a un acord amb el Llevant Unió Esportiva per a les dues pròximes temporades.